# Скородум (Тюменская область)
Скородум — село в Скородумском сельском поселении Упоровского района Тюменской области. Административный центр Скородумского сельского поселения.

## География
Расположено на правом берегу реки Тобола..

## История
По свидетельству письменных источников, районы, имевшие название Скородум, до XVII века существовали в Киеве и Москве. Деревни с таким названием в XVII веке появились в Верхотурском, Московском, Устюжском уездах. Скородумом называли, по-видимому, быстро выстроенную часть города или небольшое поселение (скоро-дом).
Скородум впервые упоминается в переписи 1710 года

В 1749 году по приказу правительства производилась перепись пограничных поселений, выяснялась численность в них мужчин от 16 до 50 лет. 
Деревня Скородум расстояние от оного острога 8 верст, которая построена над рекой Тоболом в ней имеетца дворового строения 19 дворов, крестьян от 16 до 50 лет 29 человек.

И при оной деревне имеется городовое строения город лежачий, надолбы, рогатки и ров из оного им требуетца к полнению за ветхостью круг оной деревни вновь починки. 
- В 1912 году в Скородуме были: церковь, школа грамоты, хлебозапасной магазин, 4 торговых лавки, 15 ветряных мельниц, маслодельня, 2 маслобойни, 2 кузницы.[3]
- В годы Великой Отечественной войны ушли на фронт 92 человек из них 48 человек не вернулись домой.[3]
- В 1969 году открылась Скородумская восьмилетняя школа. В 1970-80-е годы построены детсад, спортзал, Дом культуры.[3]
- В результате реформ 1990-х годов совхоз «Упоровский» реорганизован, ферма ликвидирована, восьмилетнюю школу в 2014 году закрыли. Большая часть работающего населения занята в ООО "Агрофирме «КРиММ».[3]

Административно-территориальное деление
С 1710 года относилась к Суерской слободе, с 1796 года в составе Суерской волости, с 1919 года — Скородумского сельсовета. Суерской волости Ялуторовского уезда. В начале 1924 года сельсовет вошел в Суерский район, 1.01.1932 передан в Упоровский район, 1.02.1963-в Ялуторовский, 12.01.1965-Заводоуковский, 30.12.1966-Упоровский район. С 2004 года в составе Скородумского сельского поселения.

## Население
| 1710 | 1782 | 1816 | 1834 | 1858 | 1897 | 1926 | 1989. | 2002 |
| 19   | 188  | 381  | 421  | 463  | 748  | 895  | 488   | 517  |

| 2010 |
| ---- |
| 471  |

## Сельское хозяйство
В 1928 году в Скородуме образован колхоз «Новый путь», в 1950 году колхозы «Новый путь» (Скородум), «День Урожая» (Угренинова), им. Калинина (Калинина) объединились в один колхоз им. Куйбышева. В 1960 году колхоз им. Куйбышева и им. Чапаева объединились в колхоз «Рассвет». В 1961 году колхоз «Рассвет» вошел в совхоз «Упоровский».

## Транспорт
Расположено на автодороге Упорово-Буньково-Коркино. Расстояние до районного центра села Упорово 11 км, областного центра города Тюмени 152 км.

## Галерея

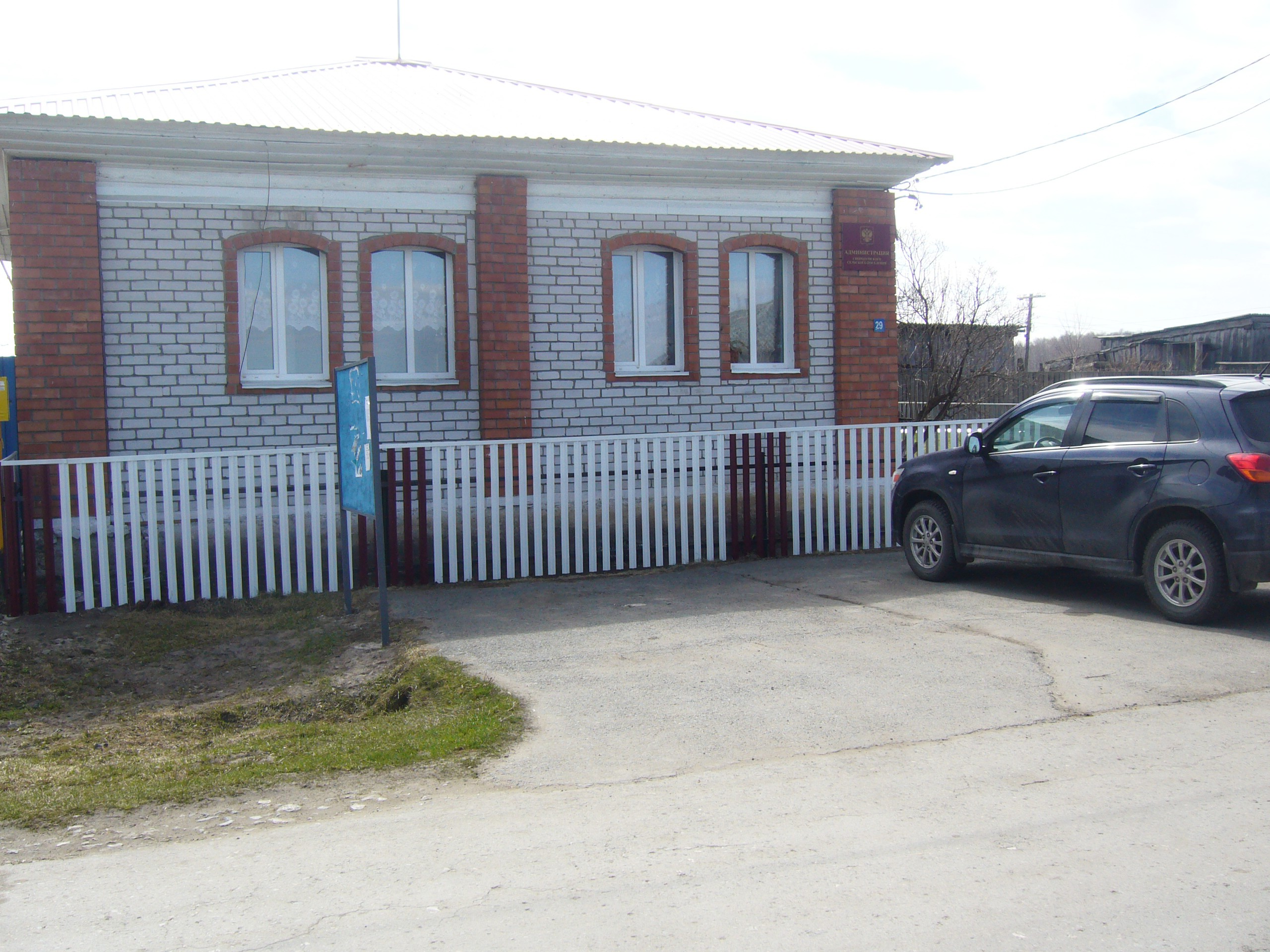
Администрация
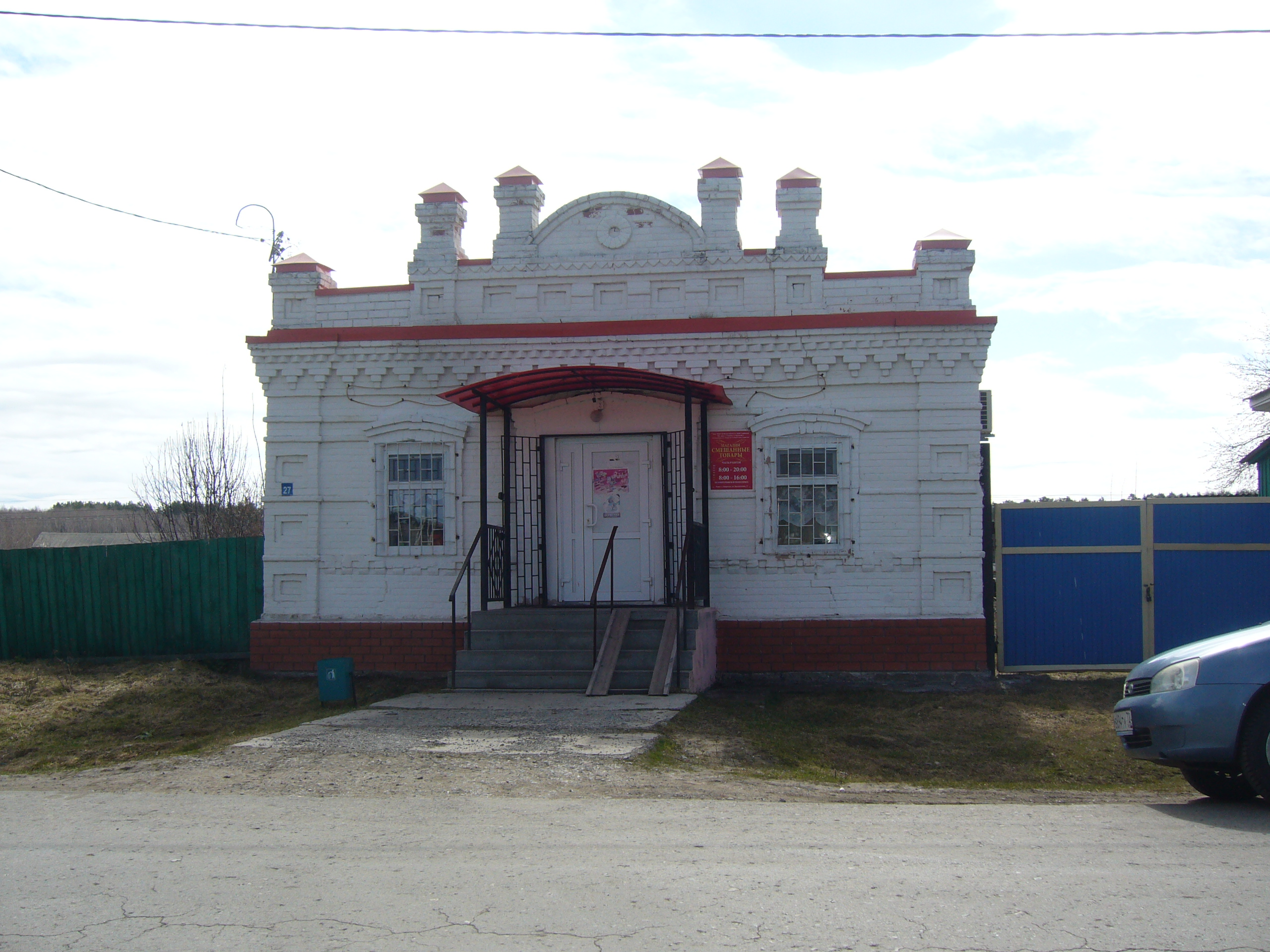
Магазин
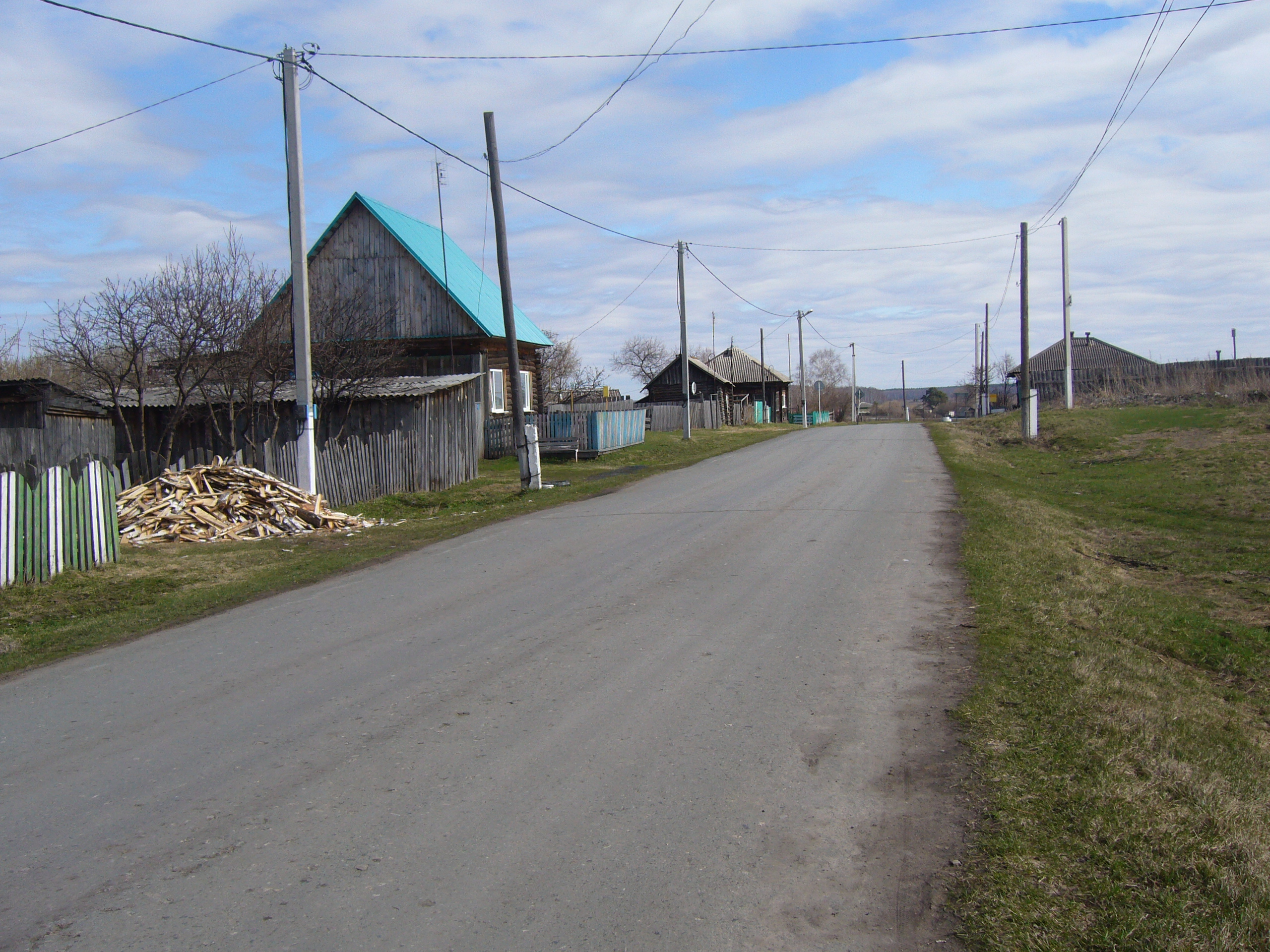
Ул. Центральная
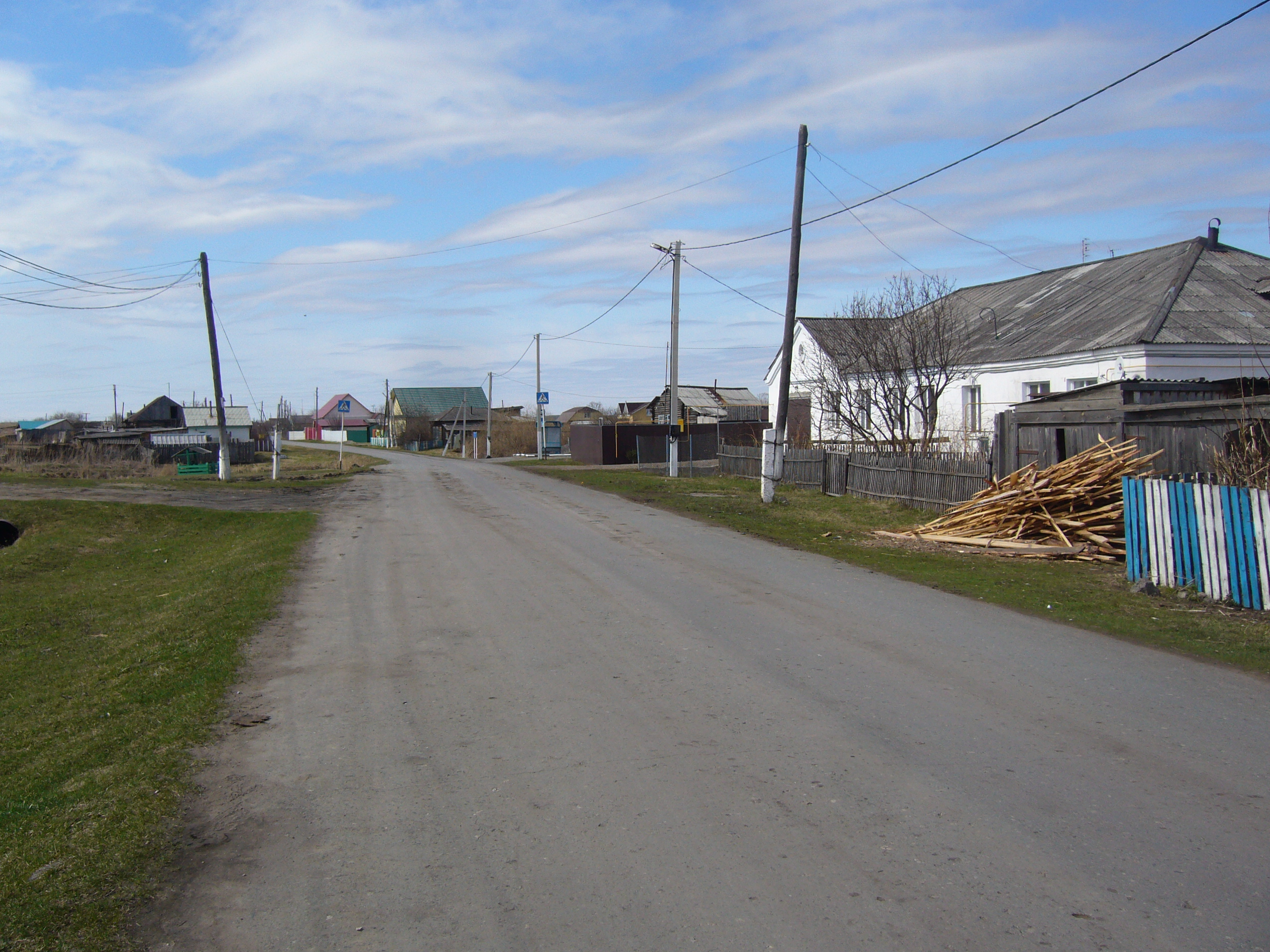
Ул. Центральная
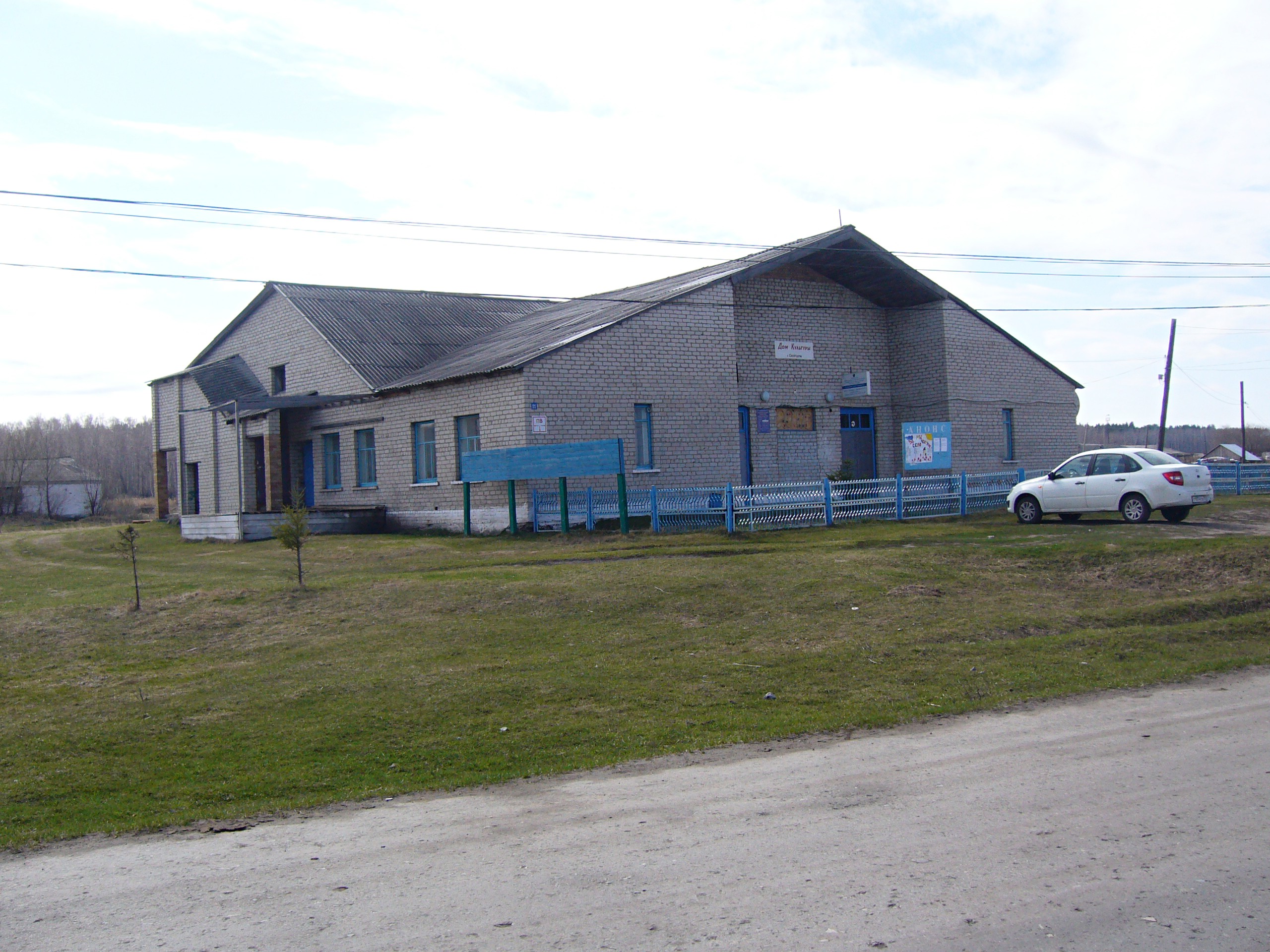
Дом культуры
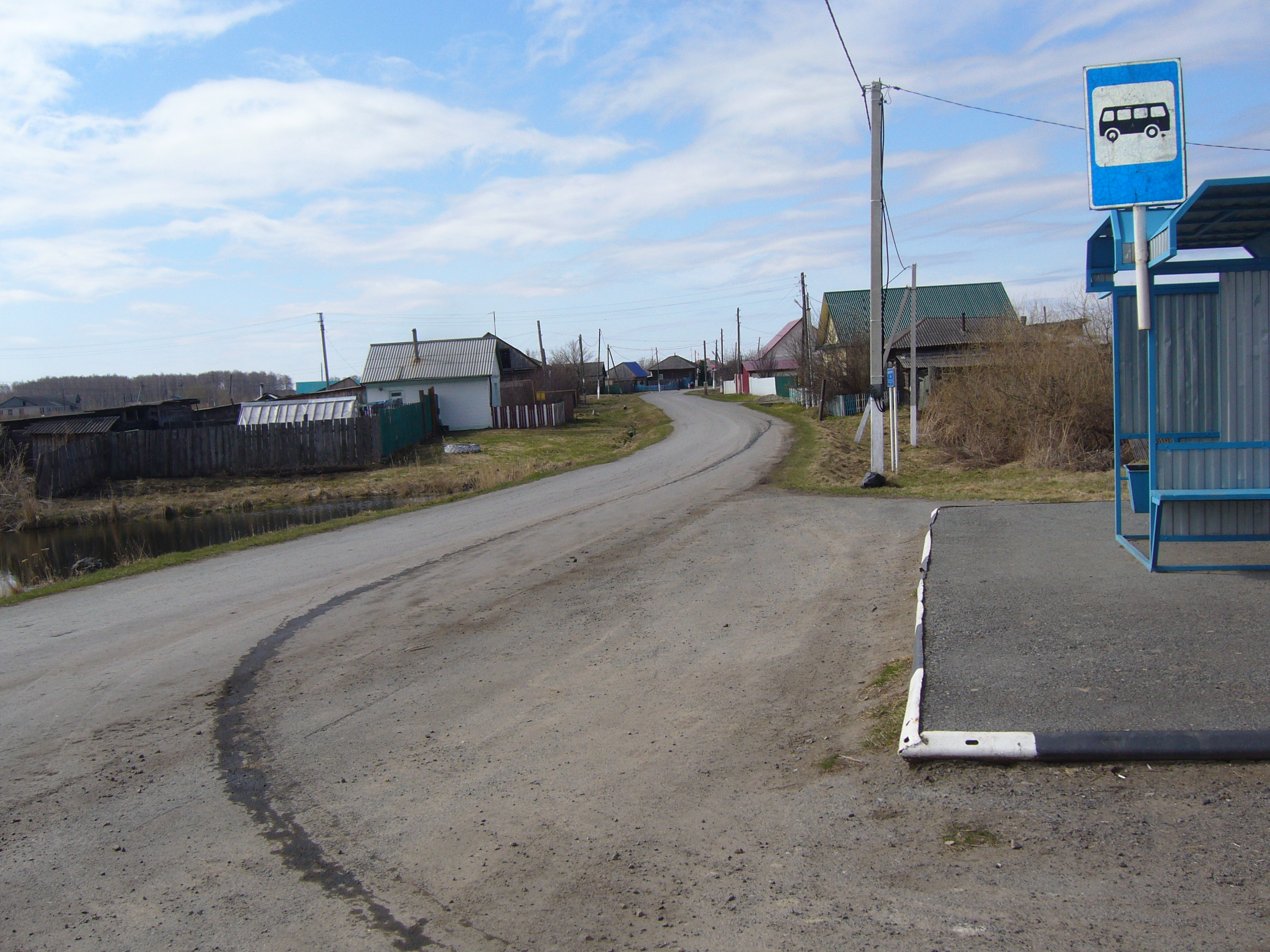
Ул. Центральная
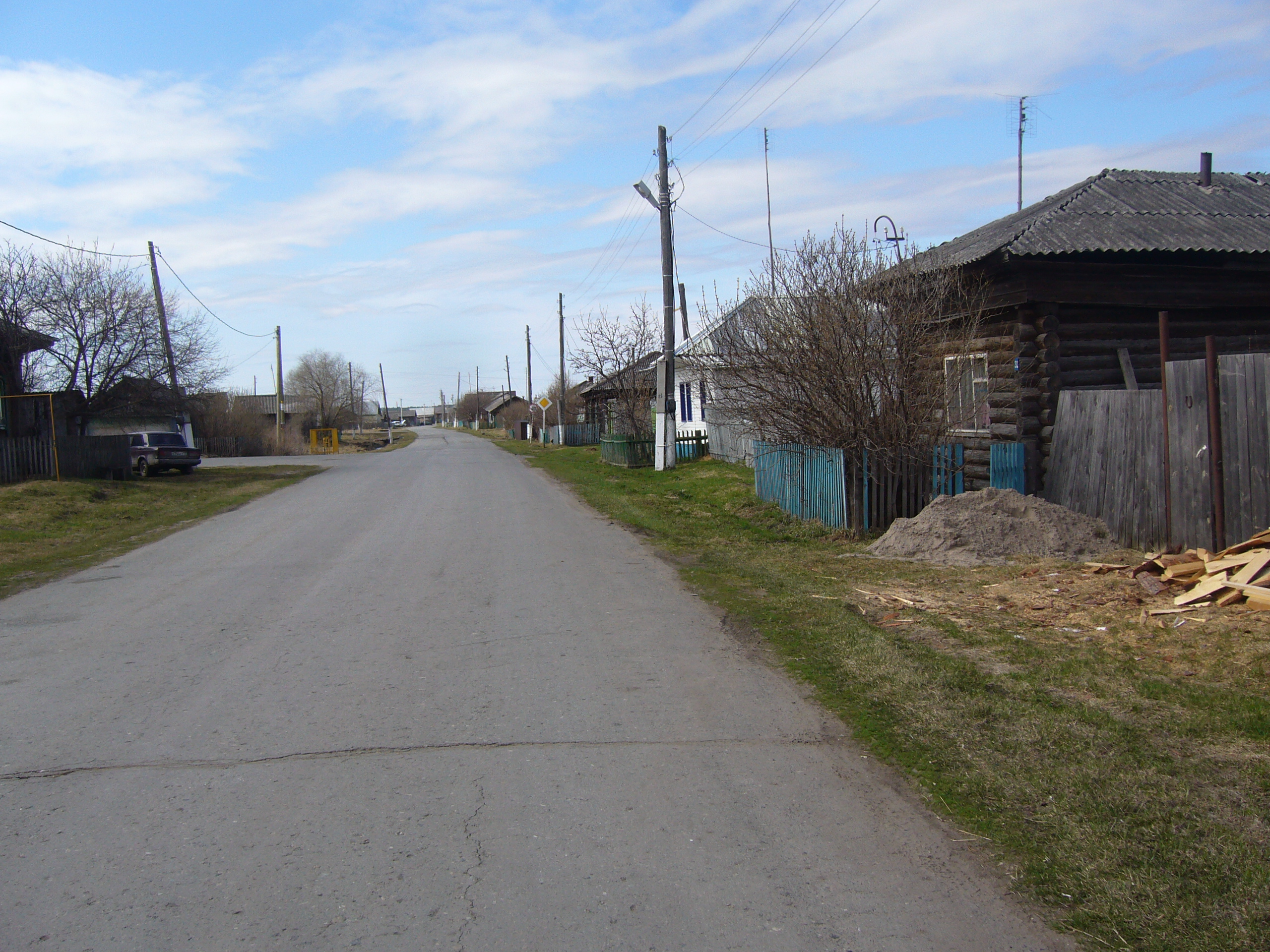
Ул. Центральная
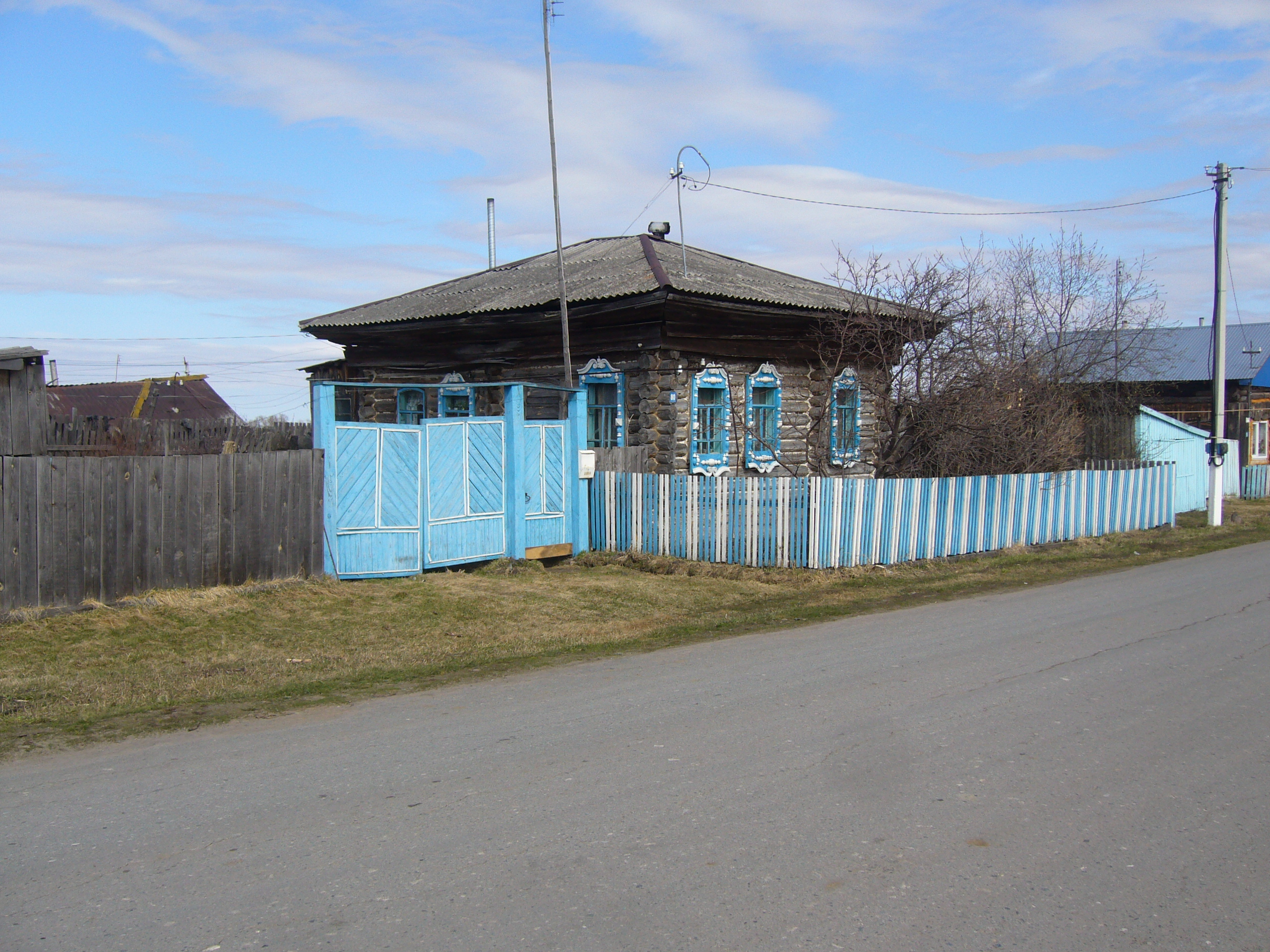
Ул. Центральная
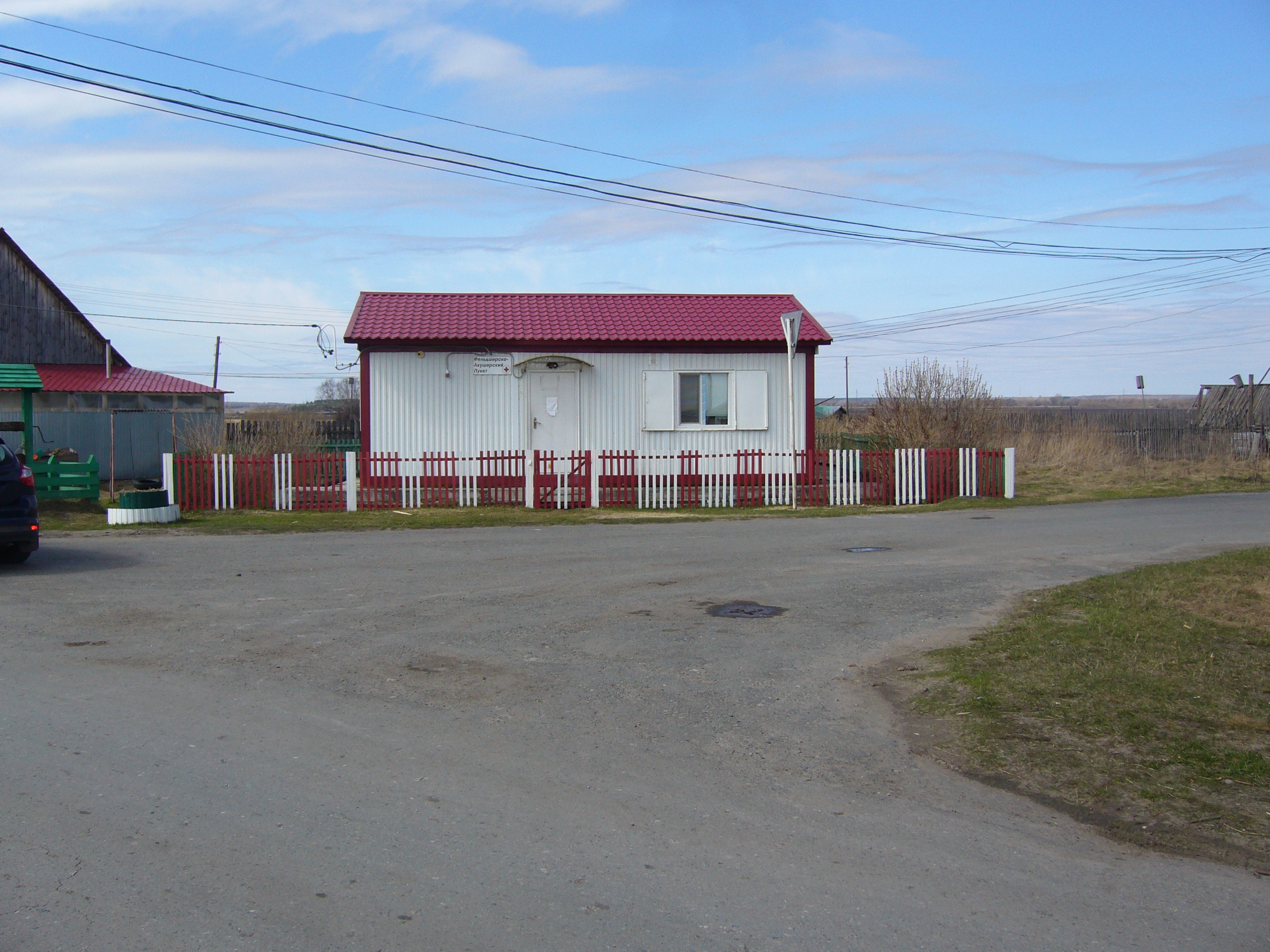
Фельдшерско-акушерский пункт
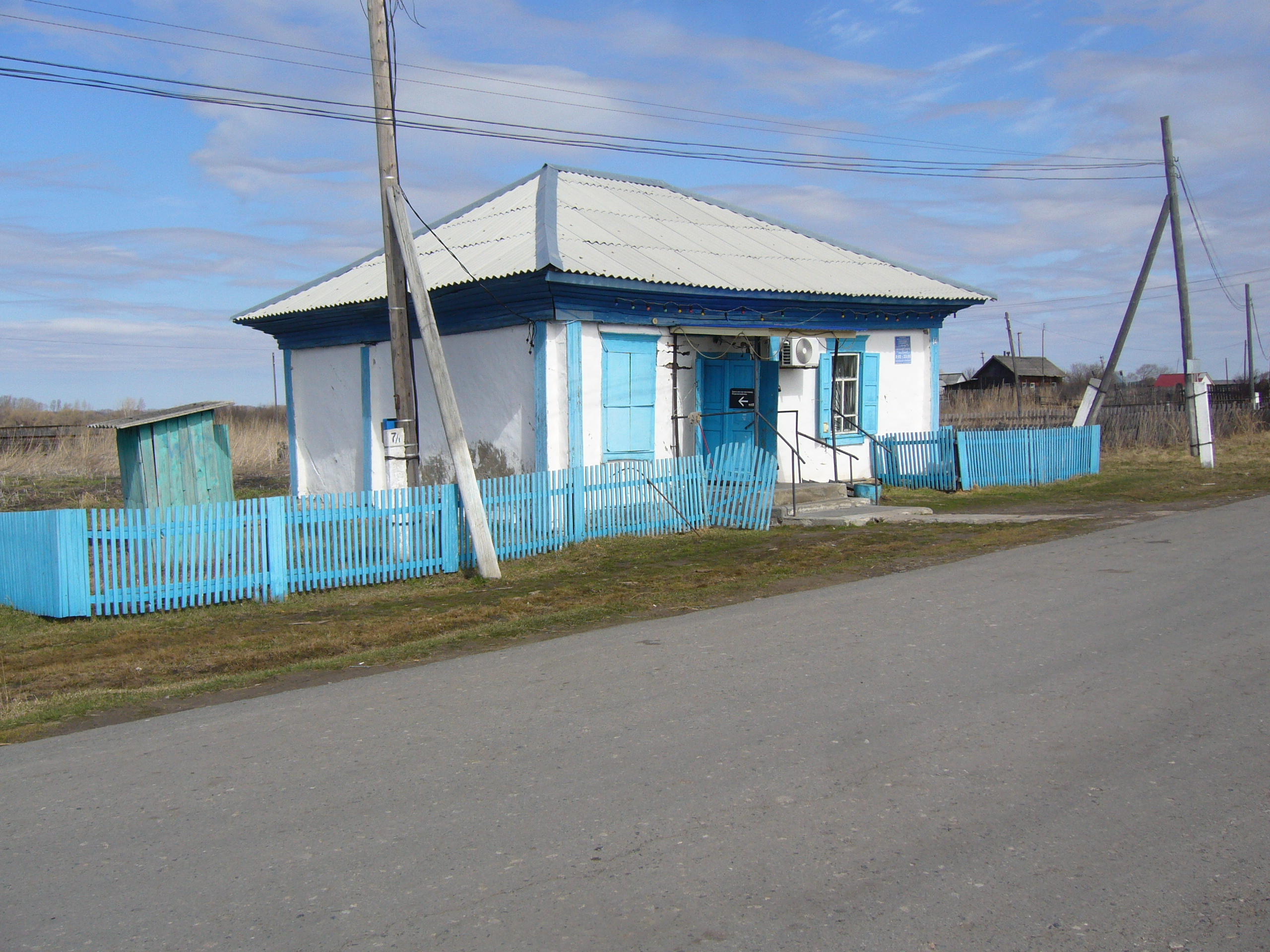
Магазин
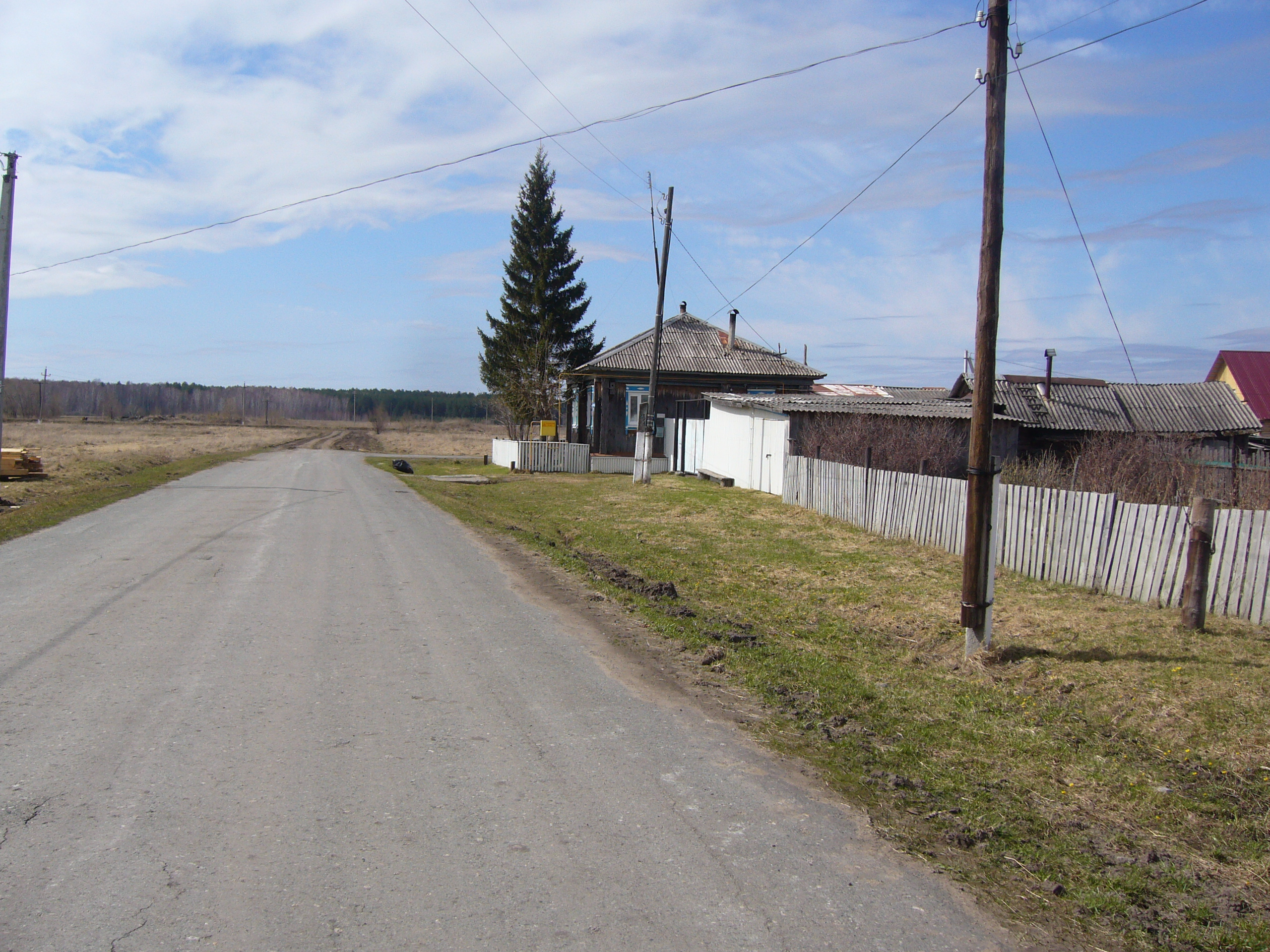
Ул. Центральная